# Kobbie Mainoo
Kobbie Boateng Mainoo (Stockport, 19 aprile 2005) è un calciatore inglese, centrocampista del Manchester Utd e della nazionale inglese, con cui è diventato vicecampione d'Europa nel 2024.

## Caratteristiche tecniche
Cresciuto come centrocampista centrale, ha personalità palla al piede e grandi qualità in fase di interdizione. Si distingue anche per la qualità nell'impostazione e per essere un ottimo recupera palloni.

## Carriera

### Club
Mainoo è entrato a far parte del settore giovanile del Manchester Utd all'età di nove anni, firmando il primo contratto professionistico nel maggio del 2022. Il 10 gennaio 2023 ha debuttato in prima squadra, da titolare, nei quarti di finale di EFL Cup contro il Charlton (3-0). Diciotto giorni dopo, ha fatto il suo esordio in FA Cup, subentrando nella vittoria per 3-1 contro il Reading, valida per il quarto turno. Il 19 febbraio successivo ha debuttato anche in Premier League, all'Old Trafford, nella gara contro il Leicester City (3-0).
L'anno successivo lo spazio per lui aumenta e, il 29 novembre 2023, esordisce in Champions League nel pareggio per 3-3 con il Galatasaray. Il 28 gennaio 2024 realizza la sua prima rete tra i professionisti nel successo per 2-4 in FA Cup contro il Newport County. Quattro giorni dopo segna il suo primo gol in Premier League nel successo per 3-4 contro il Wolverhampton. Il 30 gennaio 2025 segna il suo primo gol nelle coppe europee, andando a segno nel successo per 2-0 in casa dell'FCSB nella fase campionato di Europa League.

### Nazionale
Nel 2021 è stato convocato per la prima volta con la Nazionale Under-17, con la quale ha debuttato il 16 ottobre nella sfida di qualificazione agli Europei contro l'Armenia, siglando anche una rete (7-0).
Nel settembre del 2022 disputa tre gare amichevoli con la Nazionale Under-18.
Nel 2023 viene convocato per la prima volta con la Nazionale Under-19, con la quale debutta il 22 marzo successivo nella sfida vinta per 1-0 contro l'Ungheria, valida per la qualificazione agli Europei. In occasione dell'amichevole del 18 novembre contro il Giappone (3-2), veste per la prima volta la fascia da capitano.
Il 19 marzo 2024 viene convocato per la prima volta in nazionale maggiore, con cui esordisce cinque giorni dopo nell'amichevole persa 0-1 contro il Brasile, subentrando al 67º a Conor Gallagher.

## Statistiche

### Presenze e reti nei club
Statistiche aggiornate al 17 maggio 2025.
| Stagione        | Squadra         | Campionato      | Campionato | Campionato | Coppe nazionali | Coppe nazionali | Coppe nazionali | Coppe continentali | Coppe continentali | Coppe continentali | Altre coppe | Altre coppe | Altre coppe | Totale | Totale | Totale |
| Stagione        | Squadra         | Comp            | Pres       | Reti       | Comp            | Pres            | Reti            | Comp               | Pres               | Reti               | Comp        | Pres        | Reti        | Pres   | Reti   |        |
| --------------- | --------------- | --------------- | ---------- | ---------- | --------------- | --------------- | --------------- | ------------------ | ------------------ | ------------------ | ----------- | ----------- | ----------- | ------ | ------ | ------ |
| 2022-2023       | Manchester Utd  | PL              | 1          | 0          | FACup+CdL       | 1+1             | 0               | UEL                | 0                  | 0                  | -           | -           | -           | 3      | 0      |        |
| 2023-2024       | Manchester Utd  | PL              | 24         | 3          | FACup+CdL       | 6+0             | 2+0             | UCL                | 2                  | 0                  | -           | -           | -           | 32     | 5      |        |
| 2024-2025       | Manchester Utd  | PL              | 25         | 0          | FACup+CdL       | 2+1             | 0               | UEL                | 8                  | 2                  | CS          | 1           | 0           | 37     | 2      |        |
| Totale carriera | Totale carriera | Totale carriera | 50         | 3          |                 | 11              | 2               |                    | 10                 | 2                  |             | 1           | 0           | 72     | 7      |        |

### Cronologia presenze e reti in nazionale
| Cronologia completa delle presenze e delle reti in nazionale ― Brasile | Cronologia completa delle presenze e delle reti in nazionale ― Brasile | Cronologia completa delle presenze e delle reti in nazionale ― Brasile | Cronologia completa delle presenze e delle reti in nazionale ― Brasile | Cronologia completa delle presenze e delle reti in nazionale ― Brasile | Cronologia completa delle presenze e delle reti in nazionale ― Brasile | Cronologia completa delle presenze e delle reti in nazionale ― Brasile | Cronologia completa delle presenze e delle reti in nazionale ― Brasile |
| Data                                                                   | Città                                                                  | In casa                                                                | Risultato                                                              | Ospiti                                                                 | Competizione                                                           | Reti                                                                   | Note                                                                   |
| ---------------------------------------------------------------------- | ---------------------------------------------------------------------- | ---------------------------------------------------------------------- | ---------------------------------------------------------------------- | ---------------------------------------------------------------------- | ---------------------------------------------------------------------- | ---------------------------------------------------------------------- | ---------------------------------------------------------------------- |
| 23-3-2024                                                              | Londra                                                                 | Inghilterra                                                            | 0 – 1                                                                  | Brasile                                                                | Amichevole                                                             | -                                                                      | 67’                                                                    |
| 26-3-2024                                                              | Londra                                                                 | Inghilterra                                                            | 2 – 2                                                                  | Belgio                                                                 | Amichevole                                                             | -                                                                      | 74’                                                                    |
| 7-6-2024                                                               | Londra                                                                 | Inghilterra                                                            | 0 – 1                                                                  | Islanda                                                                | Amichevole                                                             | -                                                                      |                                                                        |
| 16-6-2024                                                              | Gelsenkirchen                                                          | Serbia                                                                 | 0 – 1                                                                  | Inghilterra                                                            | Euro 2024 - 1º turno                                                   | -                                                                      | 86’                                                                    |
| 25-6-2024                                                              | Colonia                                                                | Inghilterra                                                            | 0 – 0                                                                  | Slovenia                                                               | Euro 2024 - 1º turno                                                   | -                                                                      | 46’                                                                    |
| 30-6-2024                                                              | Gelsenkirchen                                                          | Inghilterra                                                            | 2 – 1 dts                                                              | Slovacchia                                                             | Euro 2024 - Ottavi di finale                                           | -                                                                      | 7’ 84’                                                                 |
| 6-7-2024                                                               | Düsseldorf                                                             | Inghilterra                                                            | 1 – 1 dts (5 - 3 dtr)                                                  | Svizzera                                                               | Euro 2024 - Quarti di finale                                           | -                                                                      | 78’                                                                    |
| 10-7-2024                                                              | Dortmund                                                               | Paesi Bassi                                                            | 1 – 2                                                                  | Inghilterra                                                            | Euro 2024 - Semifinale                                                 | -                                                                      | 90+3’                                                                  |
| 14-7-2024                                                              | Berlino                                                                | Spagna                                                                 | 2 – 1                                                                  | Inghilterra                                                            | Euro 2024 - Finale                                                     | -                                                                      | 70’                                                                    |
| 7-9-2024                                                               | Dublino                                                                | Irlanda                                                                | 0 – 2                                                                  | Inghilterra                                                            | UEFA Nations League 2024-2025 - 1º turno                               | -                                                                      | 13’ 77’                                                                |
| Totale                                                                 |                                                                        | Presenze                                                               | 10                                                                     |                                                                        | Reti                                                                   | 0                                                                      |                                                                        |

## Palmarès

### Club

#### Competizioni giovanili
- FA Youth Cup: 1

Manchester United: 2021-2022

#### Competizioni nazionali
- Coppa di Lega inglese: 1

Manchester United: 2022-2023
- Coppa d'Inghilterra: 1

Manchester United: 2023-2024